# Band of Brothers (álbum de Hellyeah)
Band of Brothers es el tercer álbum de estudio del grupo estadounidense Hellyeah. El álbum fue lanzado el 17 de julio de 2012, bajo sello Eleven Seven Music. Dos singles del álbum han sido liberados hasta el momento, "War In Me" fue lanzado el 3 de abril de 2012, y la pista homónima, "Band of Brothers", fue lanzado el 8 de mayo de 2012.

## Lista de canciones
| N.º   | Título                    | Duración |  |
| 1.    | «War In Me»               | 3:35     |  |
| 2.    | «Band Of Brothers»        | 4:45     |  |
| 3.    | «Rage/Burn»               | 4:41     |  |
| 4.    | «Drink Drank Drunk»       | 3:56     |  |
| 5.    | «Bigger God»              | 4:39     |  |
| 6.    | «Between You And Nowhere» | 4:16     |  |
| 7.    | «Call It Like I See It»   | 4:00     |  |
| 8.    | «Why Does It Always»      | 3:20     |  |
| 9.    | «WM Free»                 | 5:02     |  |
| 10.   | «Dig Myself A Hole»       | 3:15     |  |
| 11.   | «What It Takes To Be Me»  | 3:31     |  |
| 45:13 |                           |          |  |

## Personal
- Chad Gray – voz
- Greg Tribbett – guitarra
- Tom Maxwell – guitarra
- Bob Zilla – Bajo
- Vinnie Paul – batería